# ریچارد ماتیلونگ
ریچارد ماتیلونگ (انگلیسی: Richard Mateelong؛ زادهٔ ۱۴ اکتبر ۱۹۸۳) ورزشکار دو و میدانی اهل کنیا است.